# Pablo Mauricio Blanch
Pablo Mauricio Blanch (Pergamino, 1985) è un giocatore di football americano argentino, che gioca come offensive lineman per il Cruzeiro FA.

## Palmarès
- 1 Campeonato Mineiro de Futebol Americano (Minas Locomotiva, 2016)
- 1 Liga Andaluza de Futbol Americano (Fuengirola Potros, 2017-18)